# Boliche nos Jogos Pan-Americanos de 2023 - Qualificação
A seguir está o sistema de qualificação e as nações classificadas a competição de Boliche nos Jogos Pan-Americanos de 2023, a ser realizada em Santiago, no Chile, de 21 a 25 de outubro de 2023.

## Sistema de classificação
Um total de 50 jogadores de boliche irão se classificar para competir. Cada nação pode inscrever o máximo de quatro atletas (dois por gênero). Os campeões dos Jogos Pan-Americanos Júnior de 2021 só poderão competir nos eventos individuais dos Jogos Pan-Americanos Santiago 2023. Se os atletas classificados através dos Jogos Pan-Americanos Júnior Cali 2021 não participarem de Santiago 2023, a vaga será perdida e não poderá ser transferida para outro CON ou atleta. Atletas classificados em Cali 2021 não poderão obter outra vaga para seu CON; todavia, outro atleta pode competir por vaga através do sistema de classificação para Santiago 2023 dentro da cota máxima por CON. Em cada gênero, haverá um total de 12 duplas classificadas, com uma vaga por evento (para um total de quatro jogadores) reservada para o país-sede, Chile. Haverá um total de quatro eventos classificatórios. Cada nação só poderá se inscrever para dois eventos classificatórios por gênero

## Linha do tempo
| Eventos                                     | Data                                 | Local             |
| ------------------------------------------- | ------------------------------------ | ----------------- |
| Jogos Pan-Americanos Júnior de 2021         | 28–30 de novembro de 2021            | Cali              |
| Campeão dos Campeões da PABCON              | 28 de agosto – 4 de setembro de 2022 | Rio de Janeiro    |
| Jogos Sul-Americanos de 2022                | 9–12 de outubro de 2022              | Assunção          |
| PABCON Female Championships                 | 22–29 de outubro de 2022             | Lima              |
| Jogos Centro-Americanos e do Caribe de 2023 | 23 de junho – 8 de julho de 2023     | San Salvador      |
| Campeonato Masculino da PABCON PABCON       | A ser determinado                    | A ser determinado |

## Sumário de qualificação
| CON                                 | Masculino  | Masculino | Feminino   | Feminino | Total   |
| CON                                 | Individual | Duplas    | Individual | Duplas   | Atletas |
| ----------------------------------- | ---------- | --------- | ---------- | -------- | ------- |
| ARU Aruba                           |            |           | 2          | X        | 2       |
| BRA Brasil                          | 2          | X         | 2          | X        | 4       |
| CAN Canadá                          | 2          | X         |            |          | 2       |
| CHI Chile                           | 2          | X         | 2          | X        | 4       |
| COL Colômbia                        | 2          | X         | 2          | X        | 4       |
| EAI Equipe de Atletas Independentes |            |           | 2          | X        | 2       |
| ECU Equador                         | 2          | X         |            |          | 2       |
| USA Estados Unidos                  | 2          | X         | 2          | X        | 4       |
| MEX México                          |            |           | 2          | X        | 2       |
| PUR Porto Rico                      | 1          |           | 3          | X        | 4       |
| VEN Venezuela                       | 2          | X         | 2          | X        | 4       |
| Total: 11 CONs                      | 15         | 7         | 15         | 7        | 30      |

## Masculino
| Evento                              | Vagas | Qualificados                             | Total de atletas |
| ----------------------------------- | ----- | ---------------------------------------- | ---------------- |
| País-sede                           | 1     | CHI Chile                                | 2                |
| Jogos Pan-Americanos Júnior         | 1     | Edgar Burgos Quiñones (PUR)              | 1                |
| Campeão dos Campeões da PABCON      | 3     | USA Estados Unidos CAN Canadá BRA Brasil | 6                |
| South American Games                | 3     | COL Colômbia VEN Venezuela ECU Equador   | 6                |
| Campeonato Masculino da PABCON      | 2     | PUR Porto Rico DOM República Dominicana  | 4                |
| Jogos Centro-Americanos e do Caribe | 3     | MEX México COS Costa Rica PAN Panamá     | 6                |
| TOTAL                               | 13    |                                          | 25               |

## Feminino
| Evento                              | Vagas | Classificados                                      | Total de atletas |
| ----------------------------------- | ----- | -------------------------------------------------- | ---------------- |
| País-sede                           | 1     | CHI Chile                                          | 2                |
| Jogos Pan-Americanos Júnior         | 1     | Taishaye Quiara (PUR)                              | 1                |
| Campeão dos Campeões da PABCON      | 3     | USA Estados Unidos MEX México BRA Brasil           | 6                |
| Jogos Sul-Americanos                | 3     | ARU Aruba COL Colômbia VEN Venezuela               | 6                |
| Campeonato Feminino da PABCON       | 2     | IOA Atletas Olímpicos Independentes PUR Porto Rico | 4                |
| Jogos Centro-Americanos e do Caribe | 3     | ESA El Salvador DOM República Dominicana           | 6                |
| TOTAL                               | 13    |                                                    | 25               |